# 巴亚尔多
巴亚尔多（義大利語：Bajardo），是意大利因佩里亚省的一个市镇。总面积24.54平方公里，人口340人，人口密度13.9人/平方公里（2009年）。ISTAT代码为008007。